# Келава, Иван
Ива́н Кела́ва (хорв. Ivan Kelava; 20 февраля 1988, Загреб, СФРЮ) — хорватский футболист, вратарь.

## Биография
Иван является воспитанником столичного «Динамо». Дебютировал за «Динамо» в сентябре 2007 года в матче на Кубок Хорватии. В хорватской лиге дебютировал 27 октября в матче с «Задаром» (2:1) из-за травм основных голкиперов.
В Лиге чемпионов дебютировал 6 августа в матче со словенской командой «Домжале» (3:2). Также сыграл два матча против «Шахтёра», оба этих матча «Динамо» проиграло и вылетело в Кубок УЕФА, где встретилось со «Спартой». На групповой стадии играл против «Неймегена» и «Тоттенхэма».
Всего за загребское «Динамо» в чемпионате страны провёл 101 матч. Был в аренде в клубе «Локомотива» (Загреб).

## Достижения
- Чемпион Хорватии (5): 2007/08, 2008/09, 2010/11, 2011/12, 2012/13
- Обладатель Кубка Хорватии (4): 2007/08, 2008/09, 2010/11, 2011/12